# Зона територіального шельфу
Зона територіального шельфу — частина морського дна за межами територіальних вод до природної межі підводної окраїни континенту яке можна використовувати для добування нафтогазових і твердих мінеральних ресурсів.